# سارا مک‌براید
سارا مک‌براید (به انگلیسی: Sarah McBride) (زاده ۹ اوت ۱۹۹۰) عضو کمپین حقوق بشر و عضو مرکز ترقی آمریکایی آمریکایی است.
او اکنون یک زن ترنس است.

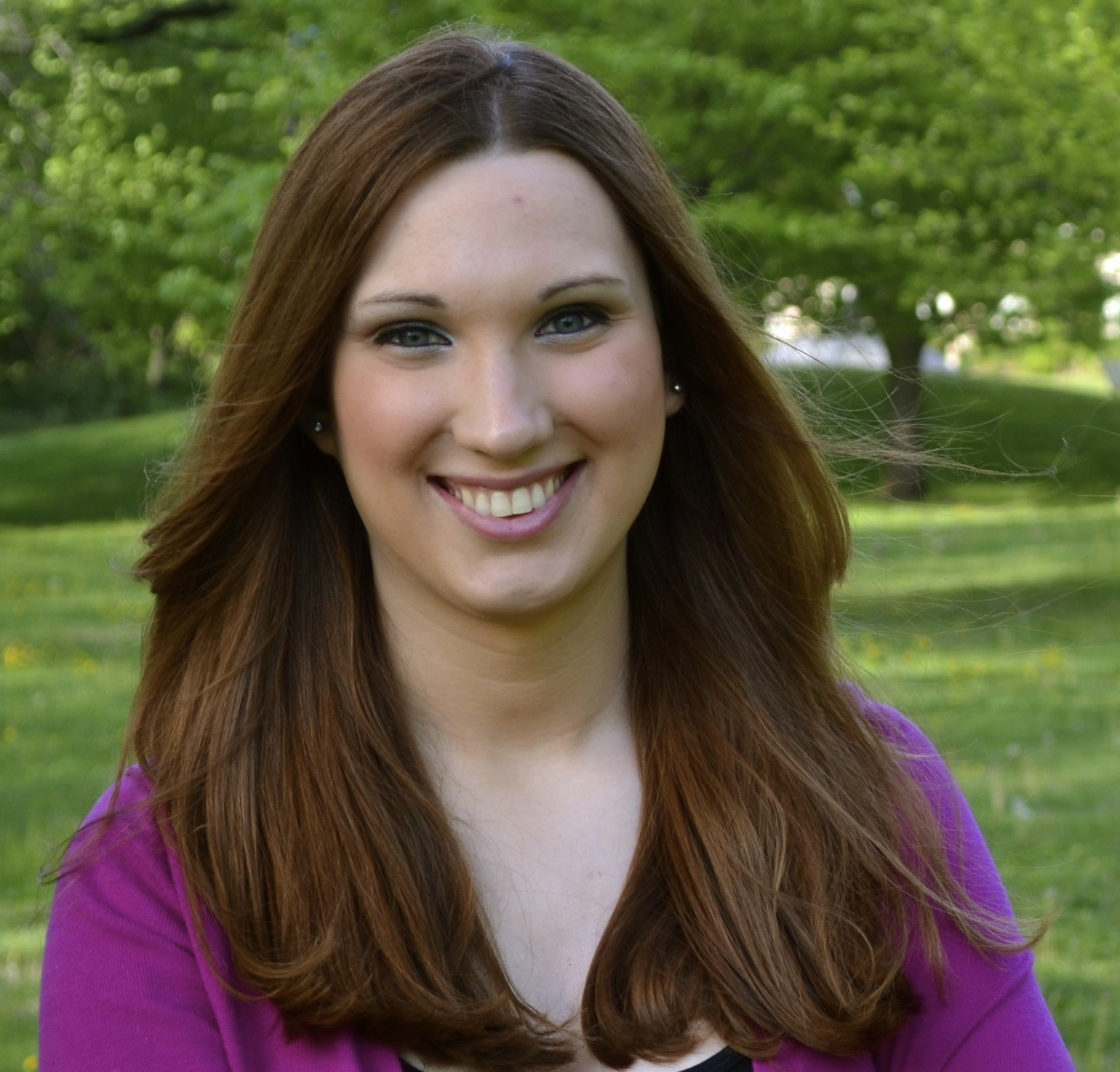
سارا مک‌براید در سال ۲۰۱۶

او به عنوان اولین فرد تراجنسی در سال ۲۰۲۰ به سنای ایالتی دلاور راه یافت.او در سال ۲۰۲۴ به عنوان اولین فرد ترنس به مجلس نمایندگان آمریکا راه یافت